# Andırın
Andırın est une ville et un district de la province de Kahramanmaraş dans la région méditerranéenne en Turquie.